# Шобхна Самарт
Шобгана Самарт (англ. Shobhana Samarth, гінді शोभना समर्थ; 1915 чи 17 листопада 1916 — 9 лютого 2000) — індійська акторка, режисерка та продюсерка магараштійського походження, яка розпочала свою кар'єру в перші роки звукових фільмів гіндімовної кіноіндустрії та продовжувала грати провідні ролі у 1950-х. Одна з найвисокооплачуваніших кіноакторок свого часу, також організувала кінокомпанію Shobhana Pictures, випустила чотири фільми, в яких дебютували її дочки Нутан і Тануджа.

## Життєпис
Шобгана народилася 17 листопада 1916 року в Бомбеї в сім'ї П. Х. Шилотрі, одного з перших банкірів в Індії, що заснував Shilotri Bank. 1928 року через падіння цін на золото і кількох невдалих вкладень її сім'я втратила заощадження, і в 1931 році вони переїхали в Бангалор. У грудні того ж року батько Шобгани помер від серцевого нападу, а вона з матір'ю повернулася в Бомбей, де стала жити у свого дядька.
Вона змінила ім'я з Сародж на Шобгана і почала зніматися в кіно після того, як побралася з Кумарсеном Самартом, який в той момент тільки планував зайнятися кіновиробництвом. Її перший фільм Nigahe Nafrat або Vilasi Ishwar, знятий студією Kolhapur Cinetone в двох версіях на маратгі і на гінді, вийшов 1935 року. Після чого акторка взяла перерву через шлюб і народження першої дитини.
Надалі в 1936-1941 роках грала у фільмах студії Sagar Movietone, часто в парі з Мотілалом. Найвідоміша за виконанням ролі Сіти, яку вперше зіграла у фільмі Віджая Бхатта Bharat Milap (1941), а після — Ram Rajya (1943), одному з найуспішніших міфологічних фільмів індійського кінематографа. Потім цю роль вона повторила у фільмах Rambaan (1948) і Ram Vivah (1950) з Премом  Адібом в ролі Рами. Їх дует у підсумку сформував сучасну іконографію Рамаяни в коміксах, на календарях, а також на плакатах Вішва хінду паришад. 1950 року спробувала себе як режисерка і продюсерка, випустивши фільм Hamari Beti, в якому дебютувала її старша дочка.
У Шобгани та Кумарсена, які одружилися в 1935 році, було четверо дітей, у тому числі відомі акторки Нутан (1936-1991) і Тануджа (нар. 1943). Одна дочка — Чатура — художник, а син Джайдіп — продюсер. Чатура і Джайдіп ніколи не знімалися в кіно. Після 14 років шлюбу Кумарсен і Шобхана мирно розійшлися, але офіційно розлучені ніколи не були. Після їх розставання Шобгана жила з кіноактором Мотілалом. Серед її онуків акторами є син Нутан, Мохніш Бахл, і дочки Тануджи — Каджол і Таніша Мукерджі.
Вона та її дочка Нутан не спілкувалися понад 20 років, але помирилися у 1983 році за 8 років до смерті Нутан від раку в лютому 1991 року. На момент власної смерті, також від раку в 2000 році, у Шобгабуло сім онучок, один онук, три правнучки і два правнуки.